# Barones de la Cerveza
Barones de la Cerveza é um documentário televisivo em 10 capítulos sobre a historia dos irmãos Ferrari — Bruno, Guido e Franco —, proprietariados da microcervejaria Berlina. A série documental foi produzida pela Fox International Channels e exibido pelo Nat Geo na Argentina e Chile. A série foi nomeada a um Emmy Internacional.

## Enredo
As câmeras do Nat Geo seguem os passos dos irmãos: Bruno, excêntrico e carismático; Guido, inteligente e calculador; e Franco, aventureiro e curioso. Juntos criaram a “Berlina”, uma cerveja artesanal fabricada em uma pitoresca fábrica na Colonia Suíça, no Rio Negro, onde elaboram artesanalmente 40.000 litros mensal de variedades exclusivas de cerveja que foram premiadas nas competições de maior prestígio na América Latina e são exportados para diversos países.